# Hyllisia conradti
Hyllisia conradti är en skalbaggsart som beskrevs av Stefan von Breuning 1961. Hyllisia conradti ingår i släktet Hyllisia och familjen långhorningar. Inga underarter finns listade i Catalogue of Life.